# 351 до н. е.
351 рік до н. е.

## Події
- Артаксеркс III окупував Фінікію, рухається на Єгипет.

## Померли
- Гіппарін
- Фаїл